# 渡辺涼子
渡辺　涼子（わたなべ　りょうこ、1966年4月18日 -）は日本の柔道家。金沢学院大学人間健康学部教授。現役時代は66kg級の選手。身長169cm。得意技は大外刈。

## 人物
岡山県出身。小学校4年の時に柔道を始める。中学高校の時には学校に柔道部がなかったので陸上部に所属して、柔道は児島武道館で稽古した。
岡山県立児島高等学校から筑波大学に進学後、大学2年の時には61kg級で世界3位となった。その後階級を66kgに上げて、1991年の世界選手権では3位となった。翌年の体重別では決勝で佐々木光に1-2の微妙な判定で敗れるも、オリンピック代表に選ばれるが初戦で敗れた。1993年の世界選手権でも初戦で敗れて引退した。その後、柔道の元強化選手である渡辺直勇と結婚した。また、金沢学院大学人間健康学部教授となる一方で、全日本の女子ジュニアコーチも務めた。2016年9月には新たに全日本の女子強化副委員長に就任した。任期は2020年の東京オリンピックまでとなる。

## 主な戦績
- 1983年1984年1987年1991年1992年　- 全日本女子柔道体重別選手権大会　2位
- 1986年1990年1993年　- 全日本女子柔道体重別選手権大会　優勝
- 1986年　- 世界柔道選手権大会　3位
- 1989年　- 福岡国際　3位
- 1990年　- アジア競技大会　2位
- 1990年　- 福岡国際　2位
- 1991年　- 世界柔道選手権大会　3位
- 1991年　- アジア柔道選手権大会　優勝
- 1991年　- 福岡国際　優勝